# ترانه‌شناسی داریوش
داریوش اقبالی (زادهٔ ۱۵ بهمن ۱۳۲۹ در تهران) که با نام داریوش شناخته می‌شود، خواننده، بازیگر و فعال اجتماعی ایرانی است، که در سبک موسیقی پاپ و راک فعالیت می‌کند. جنس صدای وی باس است. داریوش عضو سازمان عفو بین‌الملل است.

## صفحه گرامافون

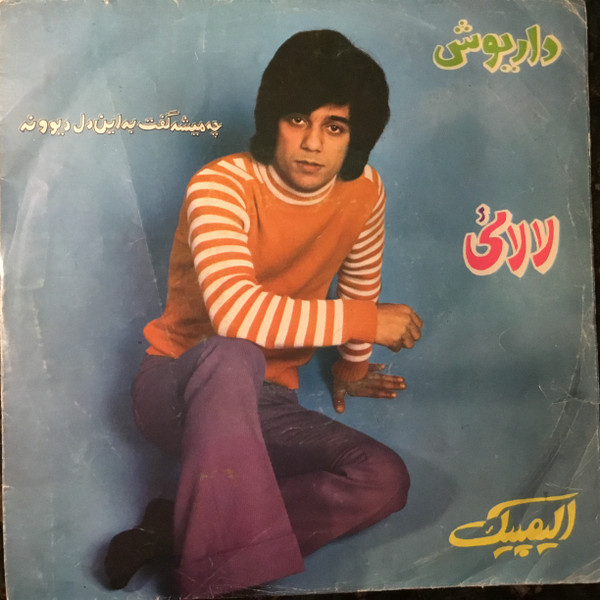

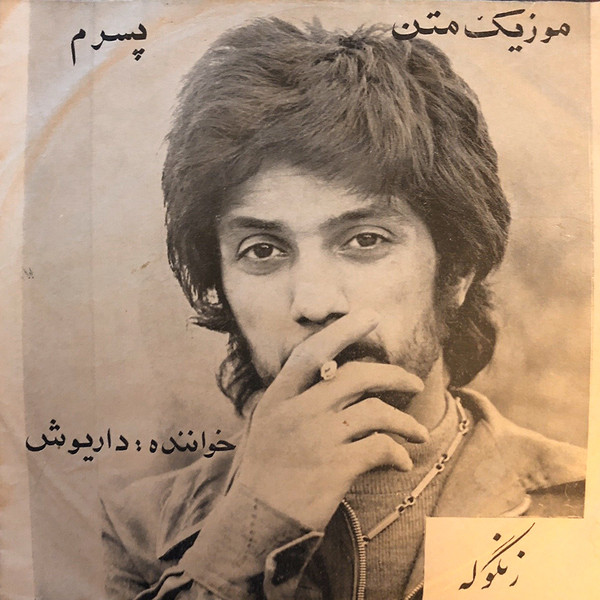

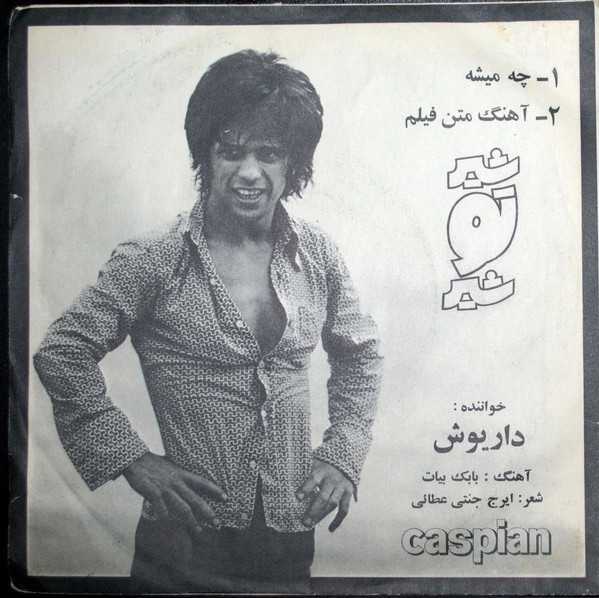

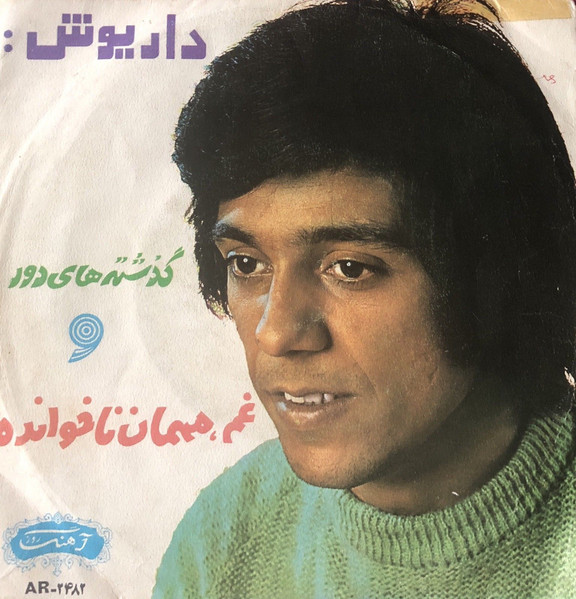

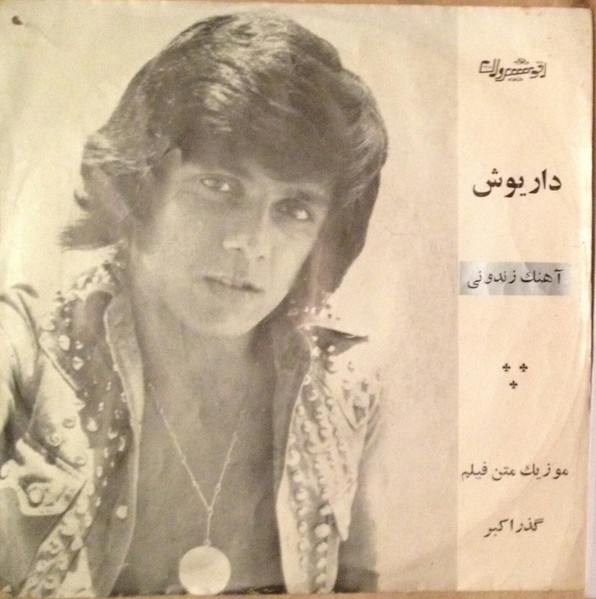

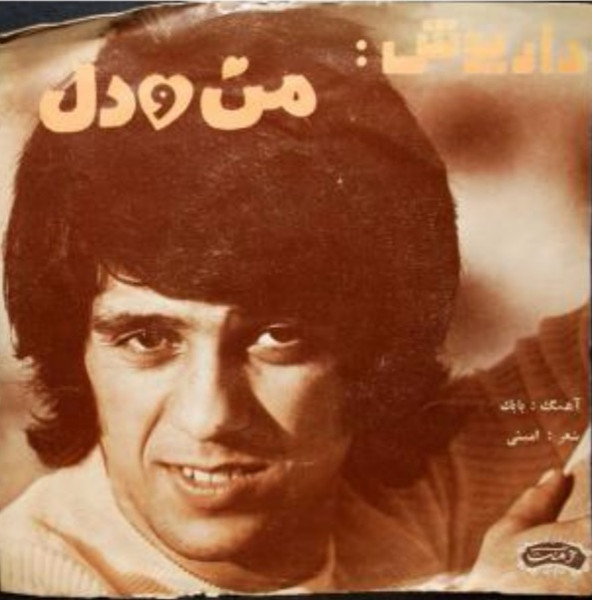

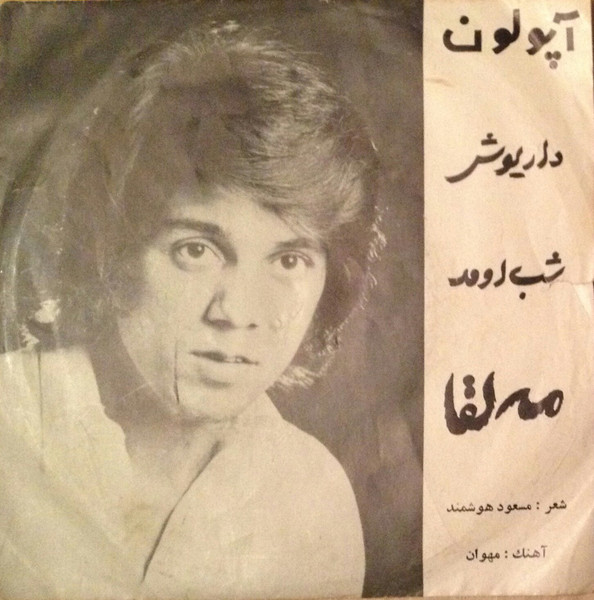

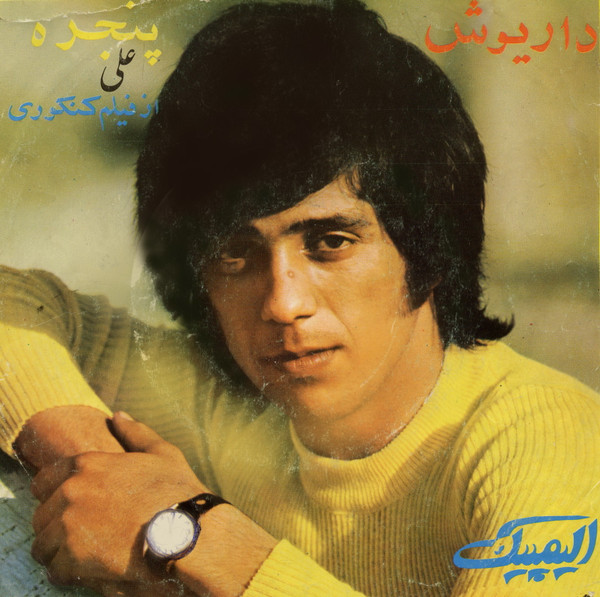

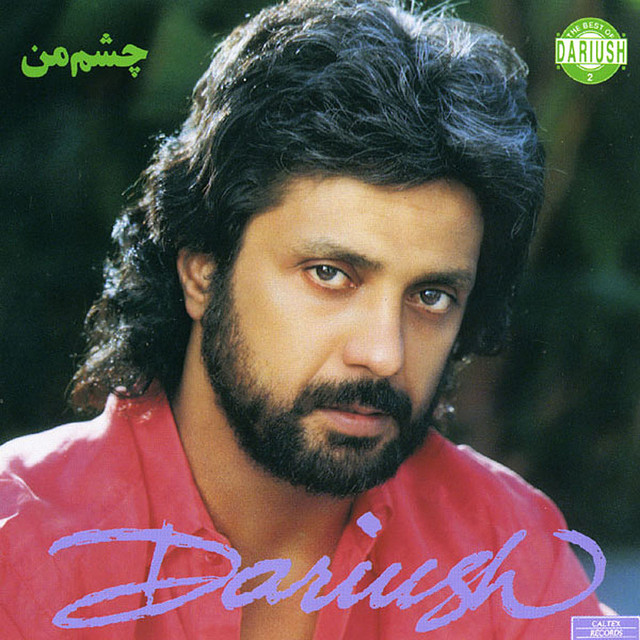

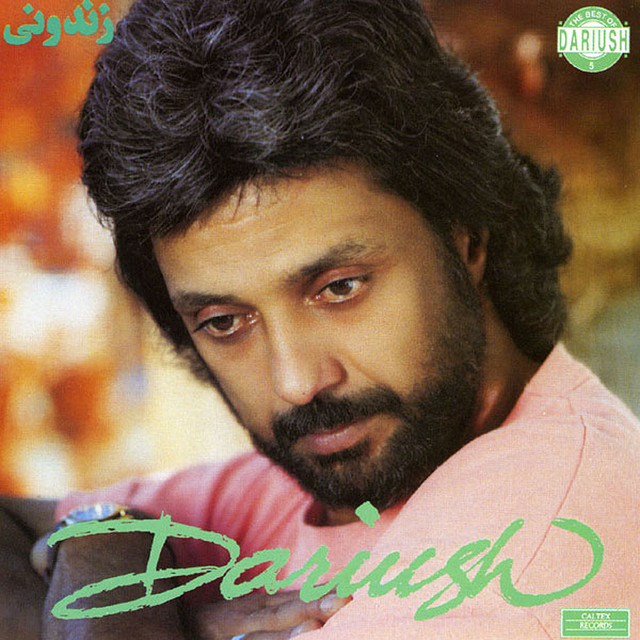

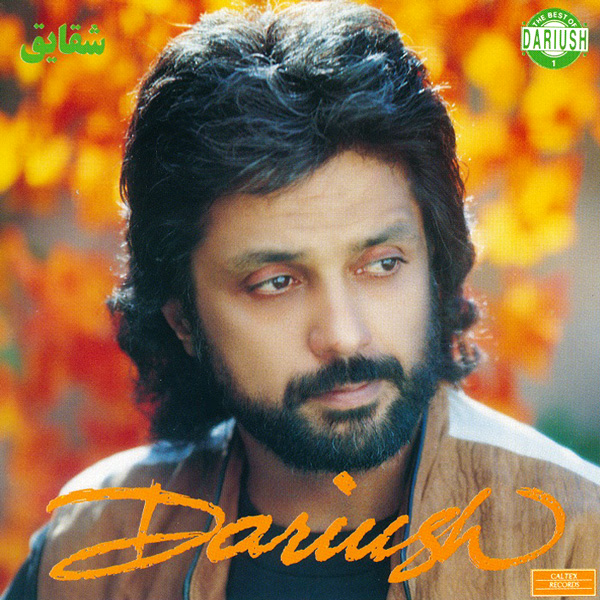

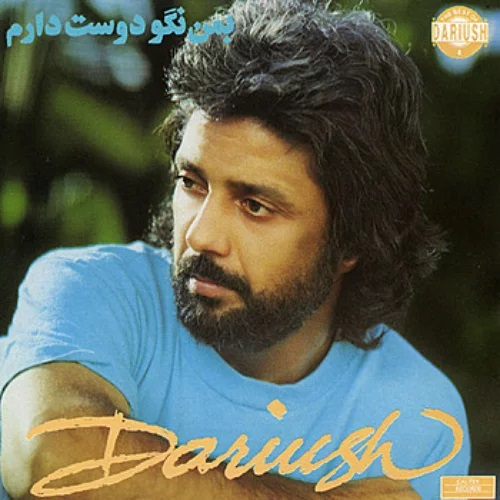

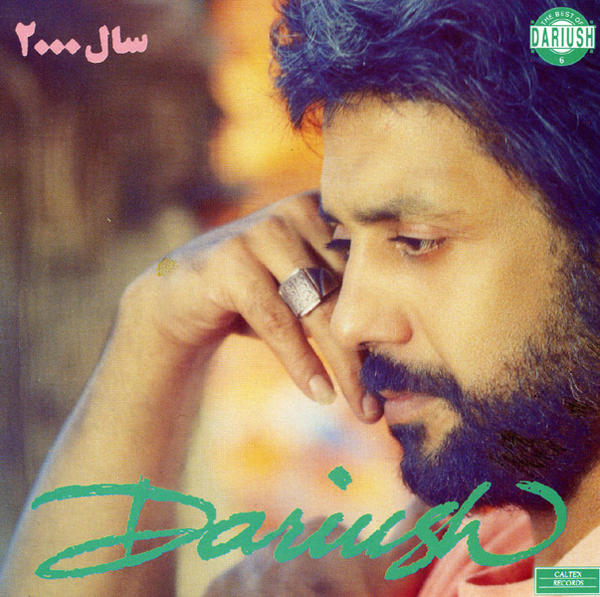

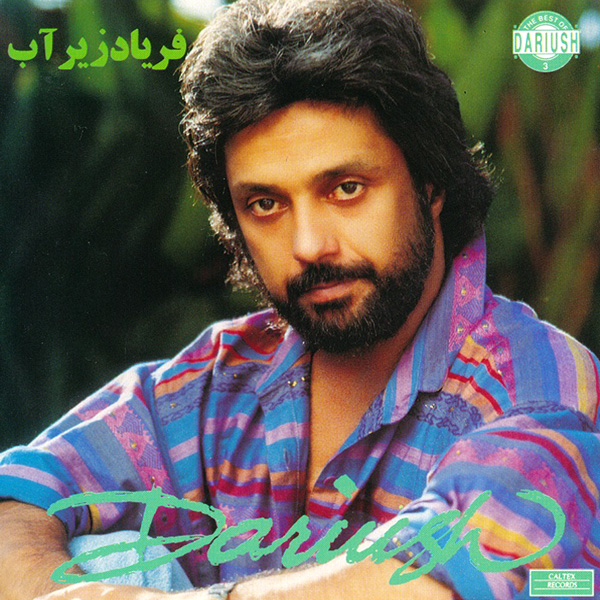

## آلبوم‌های گردآوری شده

### نازنین ۱۳۶۹ / ۱۹۹۰
- آلبوم گردآوری شده

| نام ترانه           | ترانه‌سرا        | آهنگ‌ساز       | تنظیم          | سال انتشار |
| ------------------- | --------------- | ------------- | -------------- | ---------- |
| مرا به خانه‌ام ببر   | ایرج جنتی عطایی | آرمیک         | آرمیک          | ۱۳۶۹       |
| نازنین              | اردلان سرفراز   | فرید زلاند    | منوچهر چشم‌آذر  | ۱۳۶۴       |
| آینه                | اردلان سرفراز   | فرید زلاند    | آرمن آهارونیان | ۱۳۶۶       |
| حادثه               | اردلان سرفراز   | فرید زلاند    | آندرانیک       | ۱۳۶۴       |
| گل زیره             | اردلان سرفراز   | فرید زلاند    | آندرانیک       | ۱۳۶۶       |
| نیایش               | اردلان سرفراز   | فرید زلاند    | منوچهر چشم‌آذر  | ۱۳۶۶       |
| سرگردان (اجرای دوم) | ایرج جنتی عطایی | منوچهر چشم‌آذر | آرمیک          | ۱۳۶۹       |
| جنگل جاری           | ایرج جنتی عطایی | فرید زلاند    | منوچهر چشم‌آذر  | ۱۳۶۷       |
| یاس پرپر            | هما میرافشار    | آندرانیک      | آندرانیک       | ۱۳۶۷       |
| فدایی وطن           | مسعود امینی     | کاظم رزازان   | کاظم رزازان    | ۱۳۶۱       |

## آلبوم‌های استودیویی

### گلایه‌ها ۱۳۵۷ / ۱۹۷۸[۱]
| نام ترانه     | ترانه‌سرا      | آهنگ‌ساز       | تنظیم         |
| ------------- | ------------- | ------------- | ------------- |
| سال دوهزار    | اردلان سرفراز | منوچهر چشم‌آذر | منوچهر چشم‌آذر |
| سقوط          | شهیار قنبری   | فریبرز لاچینی | منوچهر چشم‌آذر |
| داد از این دل | باباطاهر      | پرویز مقصدی   | منوچهر چشم‌آذر |
| گلایه‌ها       | اردلان سرفراز | منوچهر چشم‌آذر | منوچهر چشم‌آذر |

### ای عشق ۱۳۵۷ / ۱۹۷۸
| نام ترانه | ترانه‌سرا        | آهنگ‌ساز      | تنظیم         |
| --------- | --------------- | ------------ | ------------- |
| ای عشق    | اردلان سرفراز   | داوود بهبودی | اریک آرکانت   |
| نیستی     | اردلان سرفراز   | فرید زلاند   | منوچهر چشم‌آذر |
| نجات      | اردلان سرفراز   | جمشید زندی   | داوود اردلان  |
| فاجعه     | ایرج جنتی عطایی | داریوش       | داوود اردلان  |
| دیوار     | حسین منزوی      | داوود بهبودی | اریک آرکانت   |

### داریوش از وطن می‌گوید ۱۳۵۸ / ۱۹۸۰
| نام ترانه           | ترانه‌سرا        | آهنگ‌ساز        | تنظیم         | خواننده         |
| ------------------- | --------------- | -------------- | ------------- | --------------- |
| وطن                 | ایرج جنتی عطایی | خوزه فیلیسیانو | واروژان       | داریوش          |
| مرگ شب              | ایرج جنتی عطایی | پرویز مقصدی    | منوچهر چشم‌آذر | داریوش          |
| صدایم کن            | ایرج جنتی عطایی | عباس خوشدل     | عباس خوشدل    | داریوش          |
| سرگردون (اجرای اول) | ایرج جنتی عطایی | منوچهر چشم‌آذر  | منوچهر چشم‌آذر | داریوش          |
| مصلوب               | اردلان سرفراز   | صادق نوجوکی    | ناصر چشم‌آذر   | داریوش          |
| هم‌رنج (دکلمه)       | ایرج جنتی عطایی | واروژان        | واروژان       | ایرج جنتی عطایی |

### امروز ۱۳۶۰ / ۱۹۸۱
| نام ترانه   | ترانه‌سرا            | آهنگ‌ساز        | تنظیم    |
| ----------- | ------------------- | -------------- | -------- |
| نامه به وطن | سید اشرف‌الدین حسینی | داریوش         | آندرانیک |
| پند حافظ    | حافظ                | فرید زلاند     | آندرانیک |
| ولایت       | اردلان سرفراز       | فرید زلاند     | آندرانیک |
| گره کور     | اردلان سرفراز       | فرید زلاند     | آندرانیک |
| وطن         | ایرج جنتی عطایی     | خوزه فیلیسیانو | واروژان  |

### انتخابی یک ۱۳۶۱ / ۱۹۸۲
- مشترک با جمعی از هنرمندان

| نام ترانه | ترانه‌سرا    | آهنگساز     | تنظیم       |
| --------- | ----------- | ----------- | ----------- |
| فدایی وطن | مسعود امینی | کاظم رزازان | کاظم رزازان |

### ندیم (خاطره ۱) ۱۳۶۱ / ۱۹۸۲
- مشترک با هایده

| نام ترانه          | ترانه‌سرا   | آهنگ‌ساز     | تنظیم       |
| ------------------ | ---------- | ----------- | ----------- |
| ندیم               | ایرج رزم‌جو | صادق نوجوکی | ناصر چشم‌آذر |
| روزگار نامهربون    | ایرج رزم‌جو | صادق نوجوکی | صادق نوجوکی |
| نشانی از تو می‌بینم | ایرج رزم‌جو | صادق نوجوکی | صادق نوجوکی |

### خاک خوب من ۱۳۶۲ / ۱۹۸۳
| نام ترانه         | ترانه‌سرا      | آهنگ‌ساز    | تنظیم      |
| ----------------- | ------------- | ---------- | ---------- |
| بهار خاموش        | احمد شاملو    | بابک افشار | بابک افشار |
| نفرین بر دشمن     | بابا طاهر     | بابک افشار | بابک افشار |
| گذری بر شبانه     | احمد شاملو    | بابک افشار | بابک افشار |
| خسته‌ام            | اردلان سرفراز | بابک افشار | بابک افشار |
| کارون             | کارو دردریان  | بابک افشار | بابک افشار |
| سلام (خاک خوب من) | عباس مرادی    | بابک افشار | بابک افشار |

### یا رب ۱۳۶۳ / ۱۹۸۴
- مشترک با هایده و ابی

| نام ترانه   | ترانه‌سرا     | آهنگساز    | تنظیم    |
| ----------- | ------------ | ---------- | -------- |
| تکیه بر باد | لیلا کسری    | فرید زلاند | آندرانیک |
| دل من       | هما میرافشار | محمد حیدری | آندرانیک |

### نازنین ۱۳۶۴ / ۱۹۸۵
- مشترک با ابی و ستار و حمیرا

| نام ترانه | ترانه‌سرا      | آهنگساز    | تنظیم         |
| --------- | ------------- | ---------- | ------------- |
| نازنین    | اردلان سرفراز | فرید زلاند | منوچهر چشم‌آذر |
| حادثه     | اردلان سرفراز | فرید زلاند | آندرانیک      |

### همبستگی ۱۳۶۵ / ۱۹۸۶
- مشترک با جمعی از هنرمندان

| نام ترانه          | ترانه‌سرا              | آهنگساز            | تنظیم        | خوانندگان                                                                            |
| ------------------ | --------------------- | ------------------ | ------------ | ------------------------------------------------------------------------------------ |
| با من از یاران بگو | علی گزرسز/ مسعود سپند | داریوش/ بیژن قادری | بیژن قادری   | با ستار، شاهرخ، مرتضی برجسته، داوود بهبودی، عارف، اندی، کوروس، فرامرز آصف، سیاوش شمس |
| حیدر بابا          | شهریار                | داوود بهبودی       | داوود بهبودی | داریوش                                                                               |

### دلبر ۱۳۶۶ / ۱۹۸۷
- مشترک با ابی و معین

| نام ترانه | ترانه‌سرا      | آهنگساز    | تنظیم          |
| --------- | ------------- | ---------- | -------------- |
| آینه      | اردلان سرفراز | فرید زلاند | آرمن آهارونیان |
| نیایش     | اردلان سرفراز | فرید زلاند | منوچهر چشم‌آذر  |

### لالایی ۱۳۶۶ / ۱۹۸۷
- مشترک با هایده و ابی و معین

| نام ترانه        | ترانه‌سرا      | آهنگساز    | تنظیم    |
| ---------------- | ------------- | ---------- | -------- |
| گل زیره (لالایی) | اردلان سرفراز | فرید زلاند | آندرانیک |

### خاموش نمی‌رید ۱۳۶۶ / ۱۹۸۷
| نام ترانه          | ترانه‌سرا               | آهنگ‌ساز      | تنظیم      |
| ------------------ | ---------------------- | ------------ | ---------- |
| خاموش نمی‌رید       | مولوی                  | احمد پژمان   | احمد پژمان |
| گرگ بیابون         | هما میرافشار           | احمد پژمان   | احمد پژمان |
| روله               | علیرضا شجاعی‌پور (قباد) | احمد پژمان   | احمد پژمان |
| خانه سرخ           | ایرج جنتی عطایی        | داوود بهبودی | احمد پژمان |
| با من از ایران بگو | ایرج جنتی عطایی        | داوود بهبودی | احمد پژمان |
| گفتگو با دل        | معینی کرمانشاهی        | عماد رام     | احمد پژمان |

### مطرب ۱۳۶۷ / ۱۹۸۸
- مشترک با ستار و ابی

| نام ترانه | ترانه‌سرا        | آهنگساز    | تنظیم         |
| --------- | --------------- | ---------- | ------------- |
| جنگل جاری | ایرج جنتی عطایی | فرید زلاند | منوچهر چشم‌آذر |
| یاس پرپر  | هما میرافشار    | آندرانیک   | آندرانیک      |

### خاک خسته ۱۳۶۸ / ۱۹۸۹[۲]
| نام ترانه    | ترانه‌سرا        | آهنگ‌ساز    | تنظیم        |
| ------------ | --------------- | ---------- | ------------ |
| خاک خسته     | ایرج جنتی عطایی | بابک افشار | زاره کشیشیان |
| در این بن‌بست | احمد شاملو      | بابک افشار | احمد پژمان   |
| نارفیق       | هما میرافشار    | بابک افشار | زاره کشیشیان |
| بمان مادر    | نادر نادرپور    | بابک افشار | احمد پژمان   |
| بپاخیزید     | شهرام دانش      | بابک افشار | احمد پژمان   |

### مرا به خانه ام ببر ۱۳۶۹ / ۱۹۹۰
| نام ترانه          | ترانه‌سرا        | آهنگساز       | تنظیم |
| ------------------ | --------------- | ------------- | ----- |
| مرا به خانه ام ببر | ایرج جنتی عطایی | آرمیک         | آرمیک |
| سرگردان (نسخه۲)    | ایرج جنتی عطایی | منوچهر چشم‌آذر | آرمیک |

### مرمر ۱۳۶۹ / ۱۹۹۰
- مشترک با ابی، شهره و فرزین

| نام ترانه   | ترانه‌سرا        | آهنگ‌ساز     | تنظیم       |
| ----------- | --------------- | ----------- | ----------- |
| همصدا       | اردلان سرفراز   | فرید زلاند  | کاظم عالمی  |
| پرنده مهاجر | ایرج جنتی عطایی | صابر راستین | صابر راستین |

### نون و پنیر و سبزی ۱۳۶۹ / ۱۹۹۰
- مشترک با ابی

| نام ترانه         | ترانه‌سرا      | آهنگ‌ساز    | تنظیم         | خواننده        |
| ----------------- | ------------- | ---------- | ------------- | -------------- |
| سهم من            | اردلان سرفراز | فرید زلاند | عبدی یمینی    | داریوش         |
| آهای مردم دنیا    | اردلان سرفراز | فرید زلاند | فرید زلاند    | داریوش         |
| نون و پنیر و سبزی | شهیار قنبری   | فرید زلاند | منوچهر چشم‌آذر | همخوانی با ابی |

### امان از… ۱۳۷۱ / ۱۹۹۲
| نام ترانه | ترانه‌سرا    | آهنگ‌ساز    | تنظیم      |
| --------- | ----------- | ---------- | ---------- |
| دو مسافر  | شهیار قنبری | عبدی یمینی | عبدی یمینی |
| روز مبادا | شهیار قنبری | عبدی یمینی | عبدی یمینی |
| شاید باید | شهیار قنبری | عبدی یمینی | عبدی یمینی |
| تمام من   | شهیار قنبری | عبدی یمینی | عبدی یمینی |
| امان از…  | شهیار قنبری | عبدی یمینی | عبدی یمینی |

### سفرهٔ سین ۱۳۷۲ / ۱۹۹۳
- مشترک با هاتف

| نام ترانه      | ترانه‌سرا      | آهنگ‌ساز      | تنظیم          |
| -------------- | ------------- | ------------ | -------------- |
| بالای نی       | شهیار قنبری   | محمد زمانی   | عبدی یمینی     |
| چی بگم         | ناهید کبیری   | بابک بیات    | آرمن آهارونیان |
| چکامه سفره سین | زویا زاکاریان | داوود اردلان | داوود اردلان   |

### بچه‌های ایران ۱۳۷۴ / ۱۹۹۵
| نام ترانه           | ترانه‌سرا                                                   | آهنگ‌ساز      | تنظیم          |
| ------------------- | ---------------------------------------------------------- | ------------ | -------------- |
| به تکرار غم نیما    | شهریار دادور                                               | عبدی یمینی   | عبدی یمینی     |
| به بچه‌هامون چی بگیم | اردلان سرفراز                                              | عبدی یمینی   | عبدی یمینی     |
| بچه‌های ایران        | هادی خرسندی                                                | همایون خسروی | آرمن آهارونیان |
| با شما آیندگانم     | ایرج جنتی عطایی                                            | بابک بیات    | آرمن آهارونیان |
| بغض                 | متن دکلمهٔ اول ترانه: شهریار دادور شعر متن ترانه: اکبر آزاد | بابک بیات    | آرمن آهارونیان |
| پرسه                | ایرج جنتی عطایی                                            | آندرانیک     | آندرانیک       |
| حریق دریا           | شهیار قنبری                                                | آندرانیک     | آندرانیک       |

### آشفته‌بازار ۱۳۷۵ / ۱۹۹۶
| نام ترانه   | ترانه‌سرا        | آهنگ‌ساز            | تنظیم                  |
| ----------- | --------------- | ------------------ | ---------------------- |
| طاقت        | اردلان سرفراز   | فرید زلاند         | آندرانیک               |
| آشفته بازار | اردلان سرفراز   | فرید زلاند         | آندرانیک               |
| شب شکن      | ایرج جنتی عطایی | فرید زلاند         | فرید زلاند/ جف صادکیان |
| شمالی       | مسعود امینی     | حسن شماعی‌زاده      | اف، ام، فیلارمونیک     |
| فصلی دوباره | امیرفرخ تجلی    | اسفندیار منفردزاده | اسفندیار منفردزاده     |
| بهار        | فریدون مشیری    | اسفندیار منفردزاده | اسفندیار منفردزاده     |

### قهرمانان وطن ۱۳۷۷ / ۱۹۹۸
- مشترک با لیلا فروهر و اندی

| نام ترانه            | ترانه‌سرا          | آهنگساز       | تنظیم         |
| -------------------- | ----------------- | ------------- | ------------- |
| قهرمانان وطن         | همایون هوشیارنژاد | شوبرت آواکیان | شوبرت آواکیان |
| قهرمانان وطن (رمیکس) | همایون هوشیارنژاد | شوبرت آواکیان | شوبرت آواکیان |

### گل بیتا ۱۳۷۸ / ۱۹۹۹
| نام ترانه    | ترانه‌سرا        | آهنگ‌ساز         | تنظیم       |
| ------------ | --------------- | --------------- | ----------- |
| شام مهتاب    | مینا جلالی      | صادق نوجوکی     | صادق نوجوکی |
| شیرین شیرین  | لیلا کسری       | صادق نوجوکی     | صادق نوجوکی |
| گل بیتا      | ایرج جنتی عطایی | صادق نوجوکی     | صادق نوجوکی |
| هم غصه       | ایرج جنتی عطایی | بابک بیات       | آندرانیک    |
| یاران        | تورج نگهبان     | توحید عظیمی     | رامین زمانی |
| سرود آفرینش  | تورج نگهبان     | محمد زمانی      | آندرانیک    |
| تندباد حادثه | تورج نگهبان     | منوچهر طاهرزاده | آندرانیک    |
| کهن دیارا    | نادر نادرپور    | محمد زمانی      | رامین زمانی |

### معشوق همین‌جاست: رومی ۱۳۸۱ / ۲۰۰۲
- مشترک با رامش و فرامرز اصلانی[۳]

| نام ترانه                   | ترانه‌سرا              | آهنگ‌ساز      | تنظیم        | خواننده                        |
| --------------------------- | --------------------- | ------------ | ------------ | ------------------------------ |
| معشوق همین‌جاست              | مولانا جلال‌الدین رومی | فرزین فرهادی | فرزین فرهادی | همخونی با فرامرز اصلانی و رامش |
| در این عشق بمیرید           | مولانا جلال‌الدین رومی | فرزین فرهادی | فرزین فرهادی | همخونی با فرامرز اصلانی و رامش |
| غلام قمر                    | مولانا جلال‌الدین رومی | فرزین فرهادی | فرزین فرهادی | همخونی با شهره آغداشلو         |
| هو                          | مولانا جلال‌الدین رومی | فرزین فرهادی | فرزین فرهادی | همخونی با شهره آغداشلو         |
| تو نه چنانی که منم          | مولانا جلال‌الدین رومی | فرزین فرهادی | فرزین فرهادی | داریوش                         |
| وقت آن شد                   | مولانا جلال‌الدین رومی | فرزین فرهادی | فرزین فرهادی | داریوش                         |
| صحبت                        | مولانا جلال‌الدین رومی | فرزین فرهادی | فرزین فرهادی | فرامرز اصلانی                  |
| وه چه بی‌رنگ و بی‌نشان که منم | مولانا جلال‌الدین رومی | فرزین فرهادی | فرزین فرهادی | فرامرز اصلانی                  |
| زهی عشق                     | مولانا جلال‌الدین رومی | فرزین فرهادی | فرزین فرهادی | فرامرز اصلانی                  |
| اینجا کسیست پنهان           | مولانا جلال‌الدین رومی | فرزین فرهادی | فرزین فرهادی | رامش                           |
| از دل سلامت می‌کنم           | مولانا جلال‌الدین رومی | فرزین فرهادی | فرزین فرهادی | رامش                           |
| ماییم                       | مولانا جلال‌الدین رومی | فرزین فرهادی | فرزین فرهادی | شهره آغداشلو                   |
| فنا                         | مولانا جلال‌الدین رومی | فرزین فرهادی | فرزین فرهادی | شهره آغداشلو                   |

### دوباره می‌سازمت وطن ۱۳۸۲ / ۲۰۰۳
| نام ترانه                 | ترانه‌سرا          | آهنگ‌ساز        | تنظیم          |
| ------------------------- | ----------------- | -------------- | -------------- |
| دوباره می‌سازمت وطن        | سیمین بهبهانی     | داریوش         | اریک آرکانت    |
| حرکت                      | محمدعلی اصفهانی   | محمد شمس       | محمد شمس       |
| آذرآبادگان                | زویا زاکاریان     | وطن‌دوست        | آرمن آهارونیان |
| ایران نگاه کن             | منوچهر نامور آزاد | محمد شمس       | محمد شمس       |
| افسانه‌ها                  | تورج نگهبان       | کاوه حقیقی     | کاوه حقیقی     |
| دوباره می‌سازمت وطن (زنده) | سیمین بهبهانی     | داریوش         | اریک آرکانت    |
| وطن (زنده)                | ایرج جنتی عطایی   | خوزه فیلیسیانو | اریک آرکانت    |

### راه من ۱۳۸۳ / ۲۰۰۴
| نام ترانه | ترانه‌سرا        | آهنگ‌ساز    | تنظیم         |
| --------- | --------------- | ---------- | ------------- |
| راه من    | شهیار قنبری     | فرید زلاند | تیگران ساکیان |
| کار من    | شهیار قنبری     | فرید زلاند | تیگران ساکیان |
| چکاوک     | ایرج جنتی عطایی | فرید زلاند | تیگران ساکیان |
| روزنه     | ایرج جنتی عطایی | فرید زلاند | تیگران ساکیان |
| موج       | اردلان سرفراز   | فرید زلاند | آندرانیک      |
| روز اول   | اردلان سرفراز   | فرید زلاند | تیگران ساکیان |
| تلنگر     | اردلان سرفراز   | فرید زلاند | تیگران ساکیان |

### معجزه خاموش ۱۳۸۷ / ۲۰۰۸
| نام ترانه   | ترانه‌سرا          | آهنگ‌ساز    | تنظیم           |
| ----------- | ----------------- | ---------- | --------------- |
| شطرنج       | روزبه بمانی       | داریوش     | هومن محمدی      |
| تقویم       | اردلان سرفراز     | فرید زلاند | منوچهر چشم‌آذر   |
| ساعت شوم    | ایرج جنتی عطایی   | بابک سعیدی | بابک سعیدی      |
| شب تاب      | شهیار قنبری       | فرید زلاند | واهان اسکندریان |
| دل تنگم     | ایرج جنتی عطایی   | بابک سعیدی | بابک سعیدی      |
| معجزه خاموش | ایرج جنتی عطایی   | بابک سعیدی | بابک سعیدی      |
| هم‌درد       | منوچهر نامور آزاد | محمد شمس   | تیگران ساکیان   |
| تصویر رؤیا  | روزبه بمانی       | مهدی یراحی | بهروز صفاریان   |
| آواز پری‌ها  | ایرج جنتی عطایی   | فرید زلاند | واهان اسکندریان |
| راهی        | اردلان سرفراز     | فرید زلاند | واهان اسکندریان |

### دنیای این روزای من ۱۳۸۹ / ۲۰۱۰
| نام ترانه          | ترانه‌سرا    | آهنگ‌ساز       | تنظیم         |
| ------------------ | ----------- | ------------- | ------------- |
| به نام من          | روزبه بمانی | علیرضا افکاری | علیرضا افکاری |
| سراب رد پای تو     | روزبه بمانی | علیرضا افکاری | علیرضا افکاری |
| من از تو           | روزبه بمانی | علیرضا افکاری | علیرضا افکاری |
| دنیای این روزای من | روزبه بمانی | علیرضا افکاری | علیرضا افکاری |
| سلول بی‌مرز         | روزبه بمانی | علیرضا افکاری | علیرضا افکاری |
| شکنجه‌گر            | روزبه بمانی | علیرضا افکاری | علیرضا افکاری |
| قیصر               | روزبه بمانی | علیرضا افکاری | علیرضا افکاری |
| اینجا چراغی روشنه  | روزبه بمانی | علیرضا افکاری | علیرضا افکاری |

### انسان ۱۳۸۹ / ۲۰۱۰
- مشترک با فتانه اقبالی

| نام ترانه      | ترانه‌سرا             | آهنگ‌ساز       | تنظیم      | خواننده      |
| -------------- | -------------------- | ------------- | ---------- | ------------ |
| انسان          | رحیم معینی کرمانشاهی | هومن محمدی    | هومن محمدی | داریوش       |
| آسمون          | هما میرافشار         | اسدالله ملک   | هومن محمدی | داریوش       |
| آوای خسته دلان | تورج نگهبان          | همایون خرم    | هومن محمدی | داریوش       |
| سلام به پیری   | رحیم معینی کرمانشاهی | فضل‌الله توکل  | هومن محمدی | داریوش       |
| پایان عشق      | رحیم معینی کرمانشاهی | عماد رام      | هومن محمدی | داریوش       |
| بی‌همگان        | مولانا               | عبدالله دوامی | هومن محمدی | داریوش       |
| سوار خواهد آمد | سیمین بهبهانی        | هومن محمدی    | هومن محمدی | داریوش       |
| بهار من        | منیره طه             | علی تجویدی    | هومن محمدی | فتانه اقبالی |
| مِی‌زده          | بیژن ترقی            | پرویز یاحقی   | هومن محمدی | فتانه اقبالی |
| خواب نوشین     | رحیم معینی کرمانشاهی | پرویز یاحقی   | هومن محمدی | فتانه اقبالی |

### معشوق همین‌جاست ۲: حافظ ۱۳۹۱ / ۲۰۱۲
|    | نام ترانه            | ترانه‌سرا | آهنگ‌ساز      | تنظیم        |
| -- | -------------------- | -------- | ------------ | ------------ |
| ۱  | مژده ای دل           | حافظ     | فرزین فرهادی | فرزین فرهادی |
| ۲  | دغل می‌کنند           | حافظ     | فرزین فرهادی | فرزین فرهادی |
| ۳  | این چنین نخواهد ماند | حافظ     | فرزین فرهادی | فرزین فرهادی |
| ۴  | دیو                  | حافظ     | فرزین فرهادی | فرزین فرهادی |
| ۵  | عالم جوان            | حافظ     | فرزین فرهادی | فرزین فرهادی |
| ۶  | آرامگه یار کجاست     | حافظ     | فرزین فرهادی | فرزین فرهادی |
| ۷  | Binded Hearts        | حافظ     | فرزین فرهادی | فرزین فرهادی |
| ۸  | جام جمشید            | حافظ     | فرزین فرهادی | فرزین فرهادی |
| ۹  | خاک مهربانان         | حافظ     | فرزین فرهادی | فرزین فرهادی |
| ۱۰ | حجاب چهره جان        | حافظ     | فرزین فرهادی | فرزین فرهادی |
| ۱۱ | غم مخور              | حافظ     | فرزین فرهادی | فرزین فرهادی |
| ۱۲ | ای صبا، ای صبا       | حافظ     | فرزین فرهادی | فرزین فرهادی |
| ۱۳ | حکایت                | حافظ     | فرزین فرهادی | فرزین فرهادی |

### صفر ۱۳۹۵ / ۲۰۱۶
|   | نام ترانه            | ترانه‌سرا        | آهنگساز    | تنظیم         |
| - | -------------------- | --------------- | ---------- | ------------- |
| ۱ | صفر                  | اردلان سرفراز   | فرید زلاند | فرید زلاند    |
| ۲ | متوقف                | اردلان سرفراز   | فرید زلاند | فرید زلاند    |
| ۳ | نیاز (ورژن دوم)      | اردلان سرفراز   | فرید زلاند | فرید زلاند    |
| ۴ | شب آخر (ورژن دوم)    | اردلان سرفراز   | فرید زلاند | فرید زلاند    |
| ۵ | همزاد                | اردلان سرفراز   | فرید زلاند | فرید زلاند    |
| ۶ | نترسون               | ایرج جنتی عطایی | فرید زلاند | تیگران ساکیان |
| ۷ | دوباره باز خواهم گشت | اردلان سرفراز   | فرید زلاند | علی الهی      |
| ۸ | رسیدن                | (بی کلام)       | فرید زلاند | فرید زلاند    |
| ۹ | با این‌که از من دوری  | (بی کلام)       | فرید زلاند | فرید زلاند    |

### گرگ ۱۴۰۰ / ۲۰۲۱
|    | نام ترانه       | ترانه‌سرا             | آهنگساز       | تنظیم         |
| -- | --------------- | -------------------- | ------------- | ------------- |
| ۱  | معلم تاریخ ما   | اردلان سرفراز        | صادق نوجوکی   | صادق نوجوکی   |
| ۲  | گرگ             | فریدون مشیری         | داریوش اقبالی | علی الهی      |
| ۳  | دروغ            | فرزاد فتاحی          | فرزاد فتاحی   | فرزاد فتاحی   |
| ۴  | نفس ایران       | رحیم معینی کرمانشاهی | صادق نوجوکی   | صادق نوجوکی   |
| ۵  | این بار         | مینا جلالی           | صادق نوجوکی   | صادق نوجوکی   |
| ۶  | به من فکر کن    | مریم دلشاد           | کیوان رجبی    | علی مهراسبی   |
| ۷  | سرود زندگانی    | فریدون مشیری         | صادق نوجوکی   | صادق نوجوکی   |
| ۸  | زندگی یعنی همین | حمید ناصحی           | همایون آرام‌فر | بهروز صفاریان |
| ۹  | بوفِ کور         | فرهاد عزیزی          | فرزاد فتاحی   | فرزاد فتاحی   |
| ۱۰ | درد گُنگ         | هوشنگ ابتهاج         | داریوش تقی‌پور | داریوش تقی‌پور |
| ۱۱ | لبخند           | اردلان سرفراز        | داریوش تقی‌پور | داریوش تقی‌پور |
| ۱۲ | دیار آشتی       | فریدون مشیری         | داریوش تقی‌پور | داریوش تقی‌پور |

## ترانهٔ فیلم

### ترانهٔ فیلم
| سال اکران | نام ترانه        | نام فیلم        | نام کارگردان   | ترانه‌سرا        | آهنگساز          | تنظیم کننده      |
| --------- | ---------------- | --------------- | -------------- | --------------- | ---------------- | ---------------- |
| ۱۹۷۲ ۱۳۵۱ | دستای تو         | دشنه            | فریدون گله     | اردلان سرفراز   | حسن شماعی‌زاده    | حسن شماعی‌زاده    |
| ۱۹۷۲ ۱۳۵۱ | زندونی           | گذر اکبر        | محمدعلی زرندی  | محمدعلی شیرازی  | انوشیروان روحانی | انوشیروان روحانی |
| ۱۹۷۲ ۱۳۵۱ | شهر غم           | شیر تو شیر      | منصور پورمند   | ایرج جنتی عطایی | بابک بیات        | بابک بیات        |
| ۱۹۷۳ ۱۳۵۲ | جنگل             | خورشید در مرداب | محمد صفار      | ایرج جنتی عطایی | بابک بیات        | بابک بیات        |
| ۱۹۷۳ ۱۳۵۲ | پنجره            | علی کنکوری      | مسعود اسداللهی | ایرج جنتی عطایی | بابک بیات        | بابک بیات        |
| ۱۹۷۶ ۱۳۵۵ | برادرجان         | علف‌های هرز      | فرزان دلجو     | ایرج جنتی عطایی | واروژان          | واروژان          |
| ۱۹۷۶ ۱۳۵۵ | عشق من عاشقم باش | علف‌های هرز      | فرزان دلجو     | ایرج جنتی عطایی | واروژان          | واروژان          |
| ۱۹۷۷ ۱۳۵۶ | فریاد زیر آب     | فریاد زیر آب    | سیروس الوند    | ایرج جنتی عطایی | بابک بیات        | بابک بیات        |
| ۱۹۷۷ ۱۳۵۶ | اجازه            | فریاد زیر آب    | سیروس الوند    | رضا عطایی       | واروژان          | واروژان          |

## آلبوم‌های اجرای زنده (کنسرت)

### صحنهٔ ۱–۱۳۷۰/۱۹۹۱
| نام ترانه                             | ترانه‌سرا                        | آهنگ‌ساز                | تنظیم      |
| ------------------------------------- | ------------------------------- | ---------------------- | ---------- |
| بمان مادر                             | نادر نادرپور                    | بابک افشار             | عبدی یمینی |
| رهگذارِ عُمر                            | تورج نگهبان                     | بابک افشار             | عبدی یمینی |
| سقوط، بوی گندم، اجازه                 | شهیار قنبری، رضا عطایی          | فریبرز لاچینی، واروژان | عبدی یمینی |
| خونه                                  | ایرج جنتی عطایی                 | بابک بیات              | عبدی یمینی |
| مرا به خانه‌ام ببر                     | ایرج جنتی عطایی                 | آرمیک                  | عبدی یمینی |
| شقایق                                 | اردلان سرفراز                   | فرید زُلاند             | عبدی یمینی |
| پَریا                                  | احمد شاملو                      | داریوش اقبالی          | عبدی یمینی |
| آهای مردم دنیا                        | اردلان سرفراز                   | فرید زُلاند             | عبدی یمینی |
| نازنین                                | اردلان سرفراز                   | فرید زُلاند             | عبدی یمینی |
| تلافی، به من نگو دوست دارَم، تنگِ غروبه | ایرج رزمجو، درویش مصطفی جاویدان | پرویز مقصدی            | عبدی یمینی |
| زندونی                                | محمدعلی شیرازی                  | انوشیروان روحانی       | عبدی یمینی |

### صحنهٔ ۲–۱۳۷۴/۱۹۹۵
| نام ترانه          | ترانه‌سرا             | آهنگ‌ساز        | تنظیم      |
| ------------------ | -------------------- | -------------- | ---------- |
| گلایه              | اردلان سرفراز        | منوچهر چشم‌آذر  | عبدی یمینی |
| یاور همیشه مؤمن    | ایرج جنتی عطایی      | فرید زُلاند     | عبدی یمینی |
| بن‌بست، جنگل، پنجره | ایرج جنتی عطایی      | بابک بیات      | عبدی یمینی |
| دستایِ تو           | اردلان سرفراز        | حسن شماعی‌زاده  | عبدی یمینی |
| مُسَبّب               | رحیم معینی کرمانشاهی | عماد رام       | عبدی یمینی |
| دلِ من              | ایرج رزم‌جو           | محمد حیدری     | عبدی یمینی |
| گذشته‌های دور       | ایرج رزم‌جو           | پرویز مقصدی    | عبدی یمینی |
| سال ۲۰۰۰           | اردلان سرفراز        | منوچهر چشم‌آذر  | عبدی یمینی |
| وطن                | ایرج جنتی عطایی      | خوزه فیلیسیانو | عبدی یمینی |

### صحنهٔ ۳–۱۳۸۱/۲۰۰۲
| نام ترانه                   | ترانه‌سرا                         | آهنگساز                   | تنظیم |
| --------------------------- | -------------------------------- | ------------------------- | ----- |
| فریادِ زیرِ آب                | ایرج جنتی عطایی                  | بابک بیات                 |       |
| وطن                         | ایرج جنتی عطایی                  | خوزه فیلیسیانو            |       |
| زندونی                      | محمدعلی شیرازی                   | انوشیروان روحانی          |       |
| حادثه                       | اردلان سرفراز                    | فرید زُلاند                |       |
| شقایق                       | اردلان سرفراز                    | فرید زُلاند                |       |
| مرا به خانه‌ام ببر           | ایرج جنتی عطایی                  | آرمیک                     |       |
| اجازه                       | رضا عطایی                        | واروژان                   |       |
| ای عشق                      | اردلان سرفراز                    | داوود بهبودی              |       |
| آهای مردم دنیا              | اردلان سرفراز                    | فرید زُلاند                |       |
| چشم من                      | اردلان سرفراز                    | حسن شماعی‌زاده             |       |
| حسود                        | آرش سزاوار                       | پرویز مقصدی               |       |
| تلافی / به من نگو دوست دارَم | ایرج رزمجو / درویش مصطفی جاویدان | پرویز مقصدی / پرویز مقصدی |       |
| دلم می‌خواد گریه کنم (رازقی) | ایرج جنتی عطایی                  | بابک بیات                 |       |

## تک‌آهنگ‌های قبل از انقلاب
| نام ترانه                    | ترانه‌سرا             | آهنگساز            | تنظیم              | سال انتشار | توضیحات                                   |
| ---------------------------- | -------------------- | ------------------ | ------------------ | ---------- | ----------------------------------------- |
| پیمان شکسته (نبسته پیمان)    | علی گزرسز            | داریوش             | پرویز مقصدی        | ۱۳۴۹       | اولین ترانه رسمی داریوش                   |
| چرا با من نموندی             | اردلان سرفراز        | پرویز مقصدی        | پرویز مقصدی        | ۱۳۴۹       | هم‌خوانی با پرویز مقصدی                    |
| دو دونه                      | ابراهیم شکیبایی      | پرویز مقصدی        | پرویز مقصدی        | ۱۳۴۹       | هم‌خوانی با پرویز مقصدی                    |
| قصه رسوایی                   | علی گزرسز            | داریوش             | پرویز مقصدی        | ۱۳۴۹       |                                           |
| یادمه اون قدیما              | علی گزرسز            | داریوش             | پرویز مقصدی        | ۱۳۴۹       |                                           |
| غروب بی‌ترانه (دل دیوونه)     | علی گزرسز            | داریوش             | پرویز مقصدی        | ۱۳۴۹       |                                           |
| وای که دلم                   | اردلان سرفراز        | پرویز مقصدی        | پرویز مقصدی        | ۱۳۴۹       | هم‌خوانی با پرویز مقصدی                    |
| اشک من (شبگرد)               | مسعود هوشمند         | پرویز مقصدی        | پرویز مقصدی        | ۱۳۴۹       | هم‌خوانی با پرویز مقصدی                    |
| تنگ غروبه                    | کریم محمودی          | پرویز مقصدی        | پرویز مقصدی        | ۱۳۵۰       | هم‌خوانی با کیوان و ماسیس                  |
| غم عشقت منو داغون می‌کنه      | مینا اسدی            | پرویز مقصدی        | پرویز مقصدی        | ۱۳۵۰       | هم‌خوانی با اونیک، افشین مقدم، کیوان و نلی |
| عشق بی‌حاصل                   | ایرج جنتی عطایی      | پرویز مقصدی        | پرویز مقصدی        | ۱۳۵۰       |                                           |
| مهمان ناخوانده               | اونیک                | اونیک              | پرویز مقصدی        | ۱۳۵۰       | اجرای اول                                 |
| مهمان ناخوانده               | اونیک                | اونیک              | پرویز مقصدی        | ۱۳۵۰       | اجرای دوم                                 |
| شیطنت (شکوفه‌های گیلاس)       | رضا شمسا             | پرویز مقصدی        | پرویز مقصدی        | ۱۳۵۰       | هم‌خوانی با کیوان و افشین مقدم             |
| به من نگو دوستت دارم         | مصطفی جاویدان        | پرویز مقصدی        | پرویز مقصدی        | ۱۳۵۰       |                                           |
| گذشته‌های دور                 | ایرج رزمجو           | پرویز مقصدی        | پرویز مقصدی        | ۱۳۵۰       | اجرای اول                                 |
| گذشته‌های دور                 | ایرج رزمجو           | پرویز مقصدی        | پرویز مقصدی        | ۱۳۵۰       | اجرای دوم                                 |
| چی میشه گفت به این دل دیوونه | ایرج رزمجو           | پرویز مقصدی        | پرویز مقصدی        | ۱۳۵۰       |                                           |
| لالایی                       | مسعود هوشمند         | پرویز مقصدی        | پرویز مقصدی        | ۱۳۵۰       | اجرای اول                                 |
| لالایی                       | مسعود هوشمند         | پرویز مقصدی        | پرویز مقصدی        | ۱۳۵۰       | اجرای دوم                                 |
| حسود                         | آرش سزاوار           | پرویز مقصدی        | پرویز مقصدی        | ۱۳۵۱       | اجرای اول                                 |
| حسود                         | آرش سزاوار           | پرویز مقصدی        | پرویز مقصدی        | ۱۳۵۱       | اجرای دوم                                 |
| تلافی                        | ایرج رزمجو           | پرویز مقصدی        | پرویز مقصدی        | ۱۳۵۱       |                                           |
| پریا                         | احمد شاملو           | داریوش             | پرویز مقصدی        | ۱۳۵۱       | اجرای اول                                 |
| پریا                         | احمد شاملو           | داریوش             | پرویز مقصدی        | ۱۳۵۱       | اجرای دوم                                 |
| زندگی یه بازیه               | مینا اسدی            | داریوش             | پرویز مقصدی        | ۱۳۵۱       |                                           |
| مه‌لقا                        | جلیل زلاند           | جلیل زلاند         | جلیل زلاند         | ۱۳۵۱       |                                           |
| آسمون با من و تو قهره دیگه   | تورج نگهبان          | صدرالدین مهوان     | صدرالدین مهوان     | ۱۳۵۱       |                                           |
| شب اومد                      | مسعود هوشمند         | صدرالدین مهوان     | صدرالدین مهوان     | ۱۳۵۱       |                                           |
| زندونی                       | محمدعلی شیرازی       | انوشیروان روحانی   | انوشیروان روحانی   | ۱۳۵۱       | اجرای اول                                 |
| دستای تو                     | اردلان سرفراز        | حسن شماعی‌زاده      | حسن شماعی‌زاده      | ۱۳۵۱       | اجرای اول                                 |
| دستای تو                     | اردلان سرفراز        | حسن شماعی‌زاده      | حسن شماعی‌زاده      | ۱۳۵۱       | اجرای دوم                                 |
| نماز                         | شهیار قنبری          | (بدون موزیک)       | (بدون موزیک)       | ۱۳۵۱       | اجرای اول                                 |
| نماز                         | شهیار قنبری          | اسفندیار منفردزاده | اسفندیار منفردزاده | ۱۳۵۱       | اجرای دوم                                 |
| بهانه                        | اردلان سرفراز        | حسن شماعی‌زاده      | داریوش             | ۱۳۵۱       | اجرای غیررسمی در بزم خصوصی                |
| پسرم                         | ایرج جنتی عطایی      | بابک بیات          | بابک بیات          | ۱۳۵۱       |                                           |
| شهر غم                       | ایرج جنتی عطایی      | بابک بیات          | بابک بیات          | ۱۳۵۱       |                                           |
| جنگل                         | ایرج جنتی عطایی      | بابک بیات          | بابک بیات          | ۱۳۵۲       |                                           |
| علی کنکوری                   | ایرج جنتی عطایی      | بابک بیات          | بابک بیات          | ۱۳۵۲       |                                           |
| خونه                         | ایرج جنتی عطایی      | بابک بیات          | محمد اوشال         | ۱۳۵۲       | اجرای اول                                 |
| خونه                         | ایرج جنتی عطایی      | بابک بیات          | محمد اوشال         | ۱۳۵۲       | اجرای دوم                                 |
| خار                          | مسعود هوشمند         | حسین واثقی         | فرشاد ربانی        | ۱۳۵۲       |                                           |
| چشم من                       | اردلان سرفراز        | حسن شماعی‌زاده      | حسن شماعی‌زاده      | ۱۳۵۲       |                                           |
| من و دل                      | مسعود امینی          | بابک افشار         | واروژان            | ۱۳۵۲       | اجرای اول                                 |
| من و دل                      | مسعود امینی          | بابک افشار         | واروژان            | ۱۳۵۲       | اجرای دوم                                 |
| سپید و سیاه                  | تورج نگهبان          | امیر آرام          | محمد شمس           | ۱۳۵۲       | اجرای اول                                 |
| سپید و سیاه                  | تورج نگهبان          | امیر آرام          | محمد شمس           | ۱۳۵۲       | اجرای دوم                                 |
| زهره                         | جهانگیر تفضلی        | محمد حیدری         | محمد حیدری         | ۱۳۵۲       |                                           |
| مسبب                         | رحیم معینی کرمانشاهی | عماد رام           | عماد رام           | ۱۳۵۲       | اجرای اول                                 |
| مسبب                         | رحیم معینی کرمانشاهی | عماد رام           | عماد رام           | ۱۳۵۲       | اجرای دوم                                 |
| رهگذر عمر                    | تورج نگهبان          | بابک افشار         | ناصر چشم‌آذر        | ۱۳۵۲       |                                           |
| آیریلیق                      | رجب ابراهیمی         | علی سلیمی          | ؟                  | ۱۳۵۳       |                                           |
| بوی خوب گندم                 | شهیار قنبری          | واروژان            | واروژان            | ۱۳۵۳       |                                           |
| بوی خوب گندم                 | شهیار قنبری          | واروژان            | واروژان            | ۱۳۵۳       | با دکلمه شهیار قنبری                      |
| رهایی                        | مسعود امینی          | منصور ایران‌نژاد    | محمد شمس           | ۱۳۵۳       | اجرای اول                                 |
| رهایی                        | مسعود امینی          | منصور ایران‌نژاد    | محمد شمس           | ۱۳۵۳       | اجرای دوم                                 |
| بن‌بست                        | ایرج جنتی عطایی      | بابک بیات          | بابک بیات          | ۱۳۵۳       | اجرای اول                                 |
| بن‌بست                        | ایرج جنتی عطایی      | بابک بیات          | بابک بیات          | ۱۳۵۳       | اجرای دوم                                 |
| طلایه‌دار                     | ایرج جنتی عطایی      | بابک بیات          | بابک بیات          | ۱۳۵۳       |                                           |
| رسول رستاخیز                 | ایرج جنتی عطایی      | بابک بیات          | منصور ایران‌نژاد    | ۱۳۵۳       | اجرای اول                                 |
| رسول رستاخیز                 | ایرج جنتی عطایی      | بابک بیات          | بابک بیات          | ۱۳۵۳       | اجرای دوم                                 |
| همیشه غایب                   | شهیار قنبری          | ویلیام خنو         | واروژان            | ۱۳۵۴       |                                           |
| مترسک                        | اردلان سرفراز        | فریبرز لاچینی      | فریبرز لاچینی      | ۱۳۵۴       |                                           |
| همسفر                        | ایرج جنتی عطایی      | بابک بیات          |                    | ۱۳۵۴       | اجرای غیررسمی                             |
| من از سفر میام               | ایرج جنتی عطایی      | بابک بیات          | بابک بیات          | ۱۳۵۵       | اجرای غیررسمی                             |
| نفرین‌نامه                    | شهیار قنبری          | بابک افشار         | منوچهر چشم‌آذر      | ۱۳۵۵       |                                           |
| شقایق                        | اردلان سرفراز        | فرید زلاند         | آندرانیک           | ۱۳۵۵       |                                           |
| از تو                        | بهمن فرسی            | ناصر چشم‌آذر        | ناصر چشم‌آذر        | ۱۳۵۵       |                                           |
| یاور همیشه مؤمن              | ایرج جنتی عطایی      | فرید زلاند         | واروژان            | ۱۳۵۵       |                                           |
| یاور همیشه مؤمن              | ایرج جنتی عطایی      | فرید زلاند         | واروژان            | ۱۳۵۵       | با دکلمه ایرج جنتی عطایی                  |
| شب‌خون                        | ایرج جنتی عطایی      | منوچهر طاهرزاده    | منوچهر چشم‌آذر      | ۱۳۵۵       | اجرای اول                                 |
| شب‌خون                        | ایرج جنتی عطایی      | منوچهر طاهرزاده    | منوچهر چشم‌آذر      | ۱۳۵۵       | اجرای دوم                                 |
| گل بارون‌زده                  | ایرج جنتی عطایی      | سیاوش قمیشی        | آندرانیک           | ۱۳۵۵       | اجرای اول                                 |
| گل بارون‌زده                  | ایرج جنتی عطایی      | سیاوش قمیشی        | آندرانیک           | ۱۳۵۵       | اجرای دوم                                 |
| عروسک (شب آفتابی)            | ایرج جنتی عطایی      | بابک بیات          | بابک بیات          | ۱۳۵۵       |                                           |
| خورشید خانم                  | ایرج جنتی عطایی      | بابک بیات          | محمد اوشال         | ۱۳۵۵       |                                           |
| برادر جان                    | ایرج جنتی عطایی      | واروژان            | واروژان            | ۱۳۵۵       | اجرای اول                                 |
| برادر جان                    | ایرج جنتی عطایی      | واروژان            | واروژان            | ۱۳۵۵       | اجرای دوم                                 |
| عشق من عاشقم باش             | ایرج جنتی عطایی      | واروژان            | واروژان            | ۱۳۵۵       |                                           |
| اجازه                        | رضا عطایی            | واروژان            | واروژان            | ۱۳۵۶       |                                           |
| به خود رسیدن                 | شهیار قنبری          | فرید زلاند         | آندرانیک           | ۱۳۵۶       |                                           |
| قلندر                        | اردلان سرفراز        | فرید زلاند         | منوچهر چشم‌آذر      | ۱۳۵۶       |                                           |
| فریاد زیر آب                 | ایرج جنتی عطایی      | بابک بیات          | بابک بیات          | ۱۳۵۶       | اجرای اول                                 |
| فریاد زیر آب                 | ایرج جنتی عطایی      | بابک بیات          | بابک بیات          | ۱۳۵۶       | اجرای دوم                                 |
| جشن دلتنگی                   | ایرج جنتی عطایی      | آندرانیک           | آندرانیک           | ۱۳۵۶       | اجرای اول                                 |
| جشن دلتنگی                   | ایرج جنتی عطایی      | آندرانیک           | آندرانیک           | ۱۳۵۶       | اجرای دوم                                 |
| نفس                          | شهیار قنبری          | آندرانیک           | آندرانیک           | ۱۳۵۶       |                                           |
| سرگردون                      | ایرج جنتی عطایی      | سیاوش قمیشی        | آندرانیک           | ۱۳۵۶       | اجرای غیررسمی                             |
| دکلمه صائب                   | صائب تبریزی          | ؟                  | ؟                  | ۱۳۵۷       | اجرای زنده در کاباره خرم                  |
| غم عشق (دل پیر)              | ایرج جنتی عطایی      | پرویز مقصدی        | منوچهر چشم‌آذر      | ۱۳۵۸       |                                           |

## تک‌آهنگ‌های بعد از انقلاب
| نام ترانه                   | ترانه‌سرا             | آهنگساز            | تنظیم              | سال انتشار            | توضیحات |
| --------------------------- | -------------------- | ------------------ | ------------------ | --------------------- | --- |
| شریفه خون                   | مسعود امینی          | پرویز مقصدی        |                    | ۱۳۶۴ ۱۹۸۵             | اجرای زنده در کنسرت آلمان |
| خاک من ایران من کو          | هما میرافشار         | احمد پژمان         | احمد پژمان         | ۱۳۶۶ ۱۹۸۷             | هم‌خوانی با عارف، ستار، مرتضی، حبیب، صادق نوجوکی، هوشمند عقیلی، علی نظری، احمد آزاد، شهلا سرشار، دلارام، هما اجلالی و نازی افشار |
| پرنده مهاجر                 | ایرج جنتی عطایی      | صابر راستین        | صابر راستین        | ۱۳۶۸ ۱۹۸۹             | اجرای اول |
| کهن دیارا                   | نادر نادرپور         | محمد زمانی         | آرمن آهارونیان     | ۱۳۷۶ ۱۹۹۷             | اجرای اول - با دکلمه فریدون فرح اندوز                                                                                           |
| رازقی (دلم می‌خواد گریه کنم) | ایرج جنتی عطایی      | بابک بیات          | رامین زمانی        | ۱۳۸۱ ۲۰۰۲             | |
| هزار و یک شب                | اردلان سرفراز        | فرید زلاند         | شهرام آذر          | ۱۳۸۱ ۲۰۰۲             | اجرای زنده - هم‌خوانی با ابی |
| عطر تو                      | شهیار قنبری          | فرید زلاند         | شهرام آذر          | ۱۳۸۱ ۲۰۰۲             | اجرای زنده - هم‌خوانی با ابی |
| گریه نکن                    | ایرج جنتی عطایی      | فرید زلاند         | شهرام آذر          | ۱۳۸۱ ۲۰۰۲             | اجرای زنده - هم‌خوانی با ابی |
| نفس نفس                     | هما میرافشار         | فرید زلاند         | شهرام آذر          | ۱۳۸۱ ۲۰۰۲             | اجرای زنده - هم‌خوانی با ابی |
| پیچک                        | شرمین شجره           | سیاوش قمیشی        | شهرام آذر          | ۱۳۸۱ ۲۰۰۲             | اجرای زنده - هم‌خوانی با ابی |
| پوست شیر                    | ایرج جنتی عطایی      | واروژان            | شهرام آذر          | ۱۳۸۱ ۲۰۰۲             | اجرای زنده - هم‌خوانی با ابی |
| شب‌زده                       | زویا زاکاریان        | واروژان            | شهرام آذر          | ۱۳۸۱ ۲۰۰۲             | اجرای زنده - هم‌خوانی با ابی |
| مداد رنگی                   | بیژن سمندر           | سیاوش قمیشی        | شهرام آذر          | ۱۳۸۱ ۲۰۰۲             | اجرای زنده - هم‌خوانی با ابی |
| دکلمه آذرآبادگان            | زویا زاکاریان        | ؟                  | ؟                  | ۱۳۸۲ ۲۰۰۳             | |
| صبح بهار                    | محمدعلی اصفهانی      | محمد شمس           | محمد شمس           | ۱۳۸۳ ۲۰۰۴             | |
| چکاوک                       | ایرج جنتی عطایی      | فرید زلاند         | تیگران ساکیان      | ۱۳۸۴ ۲۰۰۵             | اجرای دوم |
| وعده ما لب دریا             | مریم حیدرزاده        | رامین زمانی        | رامین زمانی        | ۱۳۸۴ ۲۰۰۵             | |
| آهای جوون                   | مینا اسدی            | محمد شمس           | محمد شمس           | ۱۳۸۵ ۲۰۰۶             | |
| چشم من                      | اردلان سرفراز        | حسن شماعی‌زاده      | علی الهی           | ۱۳۸۷ ۲۰۰۸             | اجرای دوم |
| دکلمه شطرنج                 | روزبه بمانی          | ؟                  | ؟                  | ۱۳۸۷ ۲۰۰۸             | |
| دکلمه مناجات ۱              | خواجه عبدالله انصاری | ؟                  | ؟                  | ۱۳۸۸ ۲۰۰۹             | |
| دکلمه میعادگاه              | ایرج جنتی عطایی      | ؟                  | ؟                  | ۱۳۸۸ ۲۰۰۹             | |
| دکلمه نیایش                 | اردلان سرفراز        | ؟                  | ؟                  | ۱۳۸۸ ۲۰۰۹             | |
| سالاد                       | ایرج جنتی عطایی      | بابک بیات          | عبدی یمینی         | ۱۳۸۸ ۲۰۰۹             | اجرای ۳ ترانه علی کنکوری، پنجره و بن‌بست                                                                                         |
| همیشه با ندا                | مرتضی برجسته         | مامز تیلور         | ؟                  | ۱۳۸۸ ۲۰۰۹             | هم‌خوانی با مرتضی، ستار و کامیار                                                                                                 |
| دکلمه ای خداوند             | علی شریعتی           | ؟                  | ؟                  | ۱۳۸۹ ۲۰۱۰             | اجرای اول |
| خون بازی                    | روزبه بمانی          | علیرضا افکاری      | علیرضا افکاری      | ۱۳۸۹ ۲۰۱۰             | |
| سیصد گل سرخ                 | محمدعلی اصفهانی      | هومن محمدی         | هومن محمدی         | ۱۳۸۹ ۲۰۱۰             | هم‌خوانی با روژان |
| در این دنیا                 | عماد رام             | عماد رام           | علی الهی           | ۱۳۸۹ ۲۰۱۰             | اجرای زنده - هم‌خوانی با فتانه اقبالی                                                                                            |
| ای عشق                      | اردلان سرفراز        | داوود بهبودی       | اریک آرکانت        | ۱۳۹۰ ۲۰۱۱             | هم‌خوانی با فرامرز اصلانی |
| دیوار                       | روزبه بمانی          | فرزاد فتاحی        | فرزاد فتاحی        | ۱۳۹۰ ۲۰۱۱             | هم‌خوانی با فرامرز اصلانی |
| اگه یه روز                  | فرامرز اصلانی        | فرامرز اصلانی      | علی الهی           | ۱۳۹۰ ۲۰۱۱             | هم‌خوانی با فرامرز اصلانی |
| تابوی ایرانی (آی آدم‌ها)     | فریدون مشیری         | اسفندیار منفردزاده | اسفندیار منفردزاده | ۱۳۹۰ ۲۰۱۱             | |
| دکلمه آزادی                 | ؟                    | ؟                  | ؟                  | ۱ فروردین ۱۳۹۱ ۲۰۱۲   | اجرای اول |
| گناه بچه‌ها چیه              | بابک صحرایی          | نیکان ابراهیمی     | نیکان ابراهیمی     | ۱۳۹۲ ۲۰۱۳             | |
| نه                          | اسماعیل خویی         | رامین زمانی        | رامین زمانی        | ۱۳۹۲ ۲۰۱۳             | |
| دکلمه از خانه برون رفتم     | مولانا               | ؟                  | ؟                  | ۱۳۹۲ ۲۰۱۳             | |
| سقوط                        | شهیار قنبری          | فریبرز لاچینی      | علی الهی           | ۱۳۹۳ ۲۰۱۴             | اجرای زنده |
| شب آخر                      | اردلان سرفراز        | فرید زلاند         | علی الهی           | ۱۳۹۴ ۲۰۱۵             | اجرای اول |
| پرستش                       | روزبه بمانی          | علیرضا افکاری      | علیرضا افکاری      | ۱۳۹۴ ۲۰۱۵             | |
| گلایه                       | اردلان سرفراز        | منوچهر چشم‌آذر      | علی الهی           | ۱۳۹۴ ۲۰۱۵             | اجرای زنده |
| نیاز                        | اردلان سرفراز        | فرید زلاند         | علی الهی           | ۱۳۹۵ ۲۰۱۶             | اجرای اول |
| دکلمه مرام عشق              | ؟                    | ؟                  | ؟                  | ۱۳۹۵ ۲۰۱۶             | |
| دکلمه ایران اسیر            | فرهاد عزیزی          | ؟                  | ؟                  | ۱۳۹۶ ۲۰۱۷             | |
| دکلمه نازنین                | ؟                    | ؟                  | ؟                  | ۱۳۹۶ ۲۰۱۷             | |
| حس تو                       | روزبه بمانی          | فرزاد فتاحی        | فرزاد فتاحی        | ۱۳۹۶ ۲۰۱۷             | |
| دلخوشم                      | فریبا صفری‌نژاد       | کیوان رجبی         | علی مهراسبی        | ۱۳۹۶ ۲۰۱۷             | |
| مصلوب                       | اردلان سرفراز        | صادق نوجوکی        | علی الهی           | ۱۳۹۶ ۲۰۱۷             | اجرای زنده |
| اندیشه کشتی نیست            | پویان مقدسی          | ؟                  | ؟                  | ۱۳۹۷ ۲۰۱۸             | |
| دکلمه خداوندا               | ؟                    | ؟                  | ؟                  | ۱۳۹۷ ۲۰۱۸             | |
| دکلمه تصمیم با شماست        | ؟                    | ؟                  | ؟                  | ۱۳۹۷ ۲۰۱۸             | |
| دکلمه اندیشه                | ؟                    | ؟                  | ؟                  | ۱۳۹۷ ۲۰۱۸             | |
| دکلمه نوروز                 | ؟                    | ؟                  | ؟                  | ۱۳۹۸ ۲۰۱۹             | |
| اشک نوروز                   | رحیم معینی کرمانشاهی | ؟                  | ؟                  | ۱۳۹۸ ۲۰۱۹             | |
| دکلمه شاهنامه فردوسی ۱      | فردوسی               | محسن حضرتی         | محسن حضرتی         | ۱۳۹۸ ۲۰۱۹             | |
| دکلمه شاهنامه فردوسی ۲      | فردوسی               | محسن حضرتی         | محسن حضرتی         | ۱۳۹۸ ۲۰۱۹             | |
| دکلمه قلم                   | عارف قزوینی          | ؟                  | ؟                  | ۱۳۹۸ ۲۰۲۰             | |
| دکلمه شاهنامه فردوسی ۳      | فردوسی               | محسن حضرتی         | محسن حضرتی         | ۱۳۹۸ ۲۰۲۰             | |
| دکلمه مناجات ۲              | خواجه عبدالله انصاری | ؟                  | ؟                  | ۱ فروردین ۱۳۹۹ ۲۰۲۰   | |
| دکلمه آزادی                 | ؟                    | محسن حضرتی         | محسن حضرتی         | ۳ فروردین ۱۳۹۹ ۲۰۲۰   | اجرای دوم |
| دکلمه قرار صبح              | فرهاد عزیزی          | معین شیرپور        | معین شیرپور        | ۱۵ اردیبهشت ۱۳۹۹ ۲۰۲۰ | |
| دکلمه وطن فروشان            | اردلان سرفراز        | ؟                  | ؟                  | ۱۴۰۰ ۲۰۲۱             | |
| دکلمه ارزش انسان            | حمید مصدق            | محسن حضرتی         | محسن حضرتی         | ۱۴۰۰ ۲۰۲۱             | |
| زندگی یعنی همین             | حمید ناصحی           | همایون آرام‌فر      | همایون آرام‌فر      | ۱۴۰۰ ۲۰۲۱             | اجرای دوم |
| دکلمه ای خداوند             | علی شریعتی           | ؟                  | ؟                  | ۶ فروردین ۱۴۰۱ ۲۰۲۲   | اجرای دوم |
| به سمت فردای جهان           | ایرج جنتی عطایی      | معین شیرپور        | معین شیرپور        | مهر ۱۴۰۱ ۲۰۲۲         | حمایت از انقلاب زن زندگی آزادی                                                                                                  |
| چه می‌کنی                    | یغما گلرویی          | ؟                  | رامین زمانی        | ۱ آبان ۱۴۰۱ ۲۰۲۲      | حمایت از انقلاب زن زندگی آزادی                                                                                                  |
| مارش ۱ بیگانه در ایران است  | رحیم معینی کرمانشاهی | داوود اردلان       | داوود اردلان       | ۱۸ آبان ۱۴۰۱ ۲۰۲۲     | حمایت از انقلاب زن زندگی آزادی                                                                                                  |
| با شما آیندگانم             | ایرج جنتی عطایی      | بابک بیات          | علی الهی           | ۱۴۰۱ ۲۰۲۲             | اجرای زنده |
| برخیز                       | اردلان سرفراز        | امیر جباریان       | امیر جباریان       | ۱۹ بهمن ۱۴۰۱ ۲۰۲۳     | حمایت از انقلاب زن زندگی آزادی                                                                                                  |
| ناروزگار                    | یغما گلرویی          | کیوان رجبی         | علی مهراسبی        | ۲۹ بهمن ۱۴۰۱ ۲۰۲۳     | حمایت از انقلاب زن زندگی آزادی                                                                                                  |
| درد مشترک                   | ؟                    | رامین زمانی        | رامین زمانی        | آبان ۱۴۰۲ ۲۰۲۳        | |
| تکیه بر باد                 | لیلا کسری            | فرید زلاند         | علی الهی           | آذر ۱۴۰۲ ۲۰۲۳         | اجرای زنده |
| هم غٌصه                      | ایرج جنتی عطایی      | بابک بیات          | علی الهی           | بهمن ۱۴۰۳ ۲۰۲۵        | اجرای زنده |